# Телве
Телве (итал. Telve) је насеље у Италији у округу Тренто, региону Трентино-Јужни Тирол.
Према процени из 2011. у насељу је живело 1689 становника. Насеље се налази на надморској висини од 531 м.

## Становништво
Према резултатима пописа становништва 2011. у општини је живело 1.995 становника.
| 1931. | 1936. | 1951. | 1961. | 1971. | 1981. | 1991. | 2001. | 2011. |
| ----- | ----- | ----- | ----- | ----- | ----- | ----- | ----- | ----- |
| 1.737 | 1.557 | 1.620 | 1.580 | 1.686 | 1.740 | 1.728 | 1.887 | 1.995 |